# Długopole
Długopole – wieś wielodrożnica w Polsce położona w województwie małopolskim, w powiecie nowotarskim, w gminie Nowy Targ.
Wieś królewska, położona w drugiej połowie XVI wieku w powiecie sądeckim województwa krakowskiego, należała do tenuty nowotarskiej. W latach 1975–1998 miejscowość administracyjnie należała do województwa nowosądeckiego.

## Historia
Założona w 1327 roku z inicjatywy zakonu cystersów na 27 łanach frankońskich na prawie magdeburskim. Wśród świadków jest wymieniony Piotr ze Słupi z zamku w Szaflarach, pierwszy znany starosta nowotarski.
Nazwa Długopole znana jest na przełomie XIV i XV wieku jako określenie skupiska parafii leżących na terenie Podhala. Była to jego pierwotna nazwa i dotyczyła terenu późniejszego dekanatu nowotarskiego.
W Długopolu istniało sołectwo, o czym świadczy dokument pisany przez plebana Macieja z Cła dla sołtysa z Długopola na początku wieku XIV.
Przed II wojną światową było tu lotnisko wojskowe, na którym testowano nowe typy samolotów. Położone było na łąkach, na lewym brzegu Czarnego Dunajca w stronę Działu.
Na początku XX wieku wybudowano małą kaplicę. Był to kościół w Długopolu pod wezwaniem Św. Floriana. Patron został ustanowiony po tym jak wieś ocalała z pożaru. W 1998 zburzono stary i rozpoczęto budowę nowego budynku. Kościół musiał zostać powiększony ze względu na brak miejsca w kościele. Uznano, że najlepszym wyjście będzie zburzenie i budowa całkowicie nowej świątyni. Nowa świątynia została poświęcona w 2002 r. przez kardynała Franciszka Macharskiego. Długopole po likwidacji w czasach średniowiecza parafii wchodzi w skład parafii ludźmierskiej.
W marcu 2009 Rada Gminy Nowy Targ podjęła uchwałę o likwidacji Szkoły Podstawowej w Długopolu. Rodzice uczniów przepisali swoje dzieci do szkoły w Krauszowie. Budynek szkoły został opuszczony i obecnie nie jest użytkowany.
Na początku 2010 roku rozpoczęto remont ulicy jak i chodnika (na odcinku – początek miejscowości od strony wschodniej do wysokości kościoła). Nawierzchnia została całkowicie wymieniona a chodnik wykonany z kostki brukowej.

## Położenie/Przyroda
Wieś położona jest w Kotlinie Nowotarskiej nad rzeką Czarny Dunajec. Wieś rozciągnęła się w miejscu, gdzie potok gwałtownie zmienia bieg ku wschodowi, przed ujściem Piekielnika i Czarnego Potoku.
Rzeka Czarny Dunajec dzieli teren Długopola na dwie części. Północna, położona na lewym brzegu ma charakter rolniczy, a stanowią ją pola zwane: Zaręby, Ogrodziska, Odumiarki oraz Uboc. Na południe od wsi rozciągają się podmokłe grunty wykorzystywane jako łąki, pastwiska, lasy i torfowiska. Torfowiska wysokie dotrwały do dziś na tzw. Cyrli, a na Puściźnie rośnie obecnie bór sosnowy. Pola przeznaczone głównie jako łąki to: Zagonie, Hojnice, Wydzirówki, Łączki. W północnej części teren łagodnie wznosi się do drogi zwanej Hawierką.

## Infrastruktura
Długopole graniczy z miejscowościami Krauszów (7 km), Wróblówka (2 km, droga asfaltowa utworzona 2010 r.), Dział (1 km) do których prowadzi droga asfaltowa, całkowicie przejezdna. W Długopolu jest około 150 budynków mieszkalnych, jednak nie wszystkie są obecnie zamieszkane, wielu  mieszkańców wyemigrowało do Stanów Zjednoczonych Ameryki.
Główna zabudowa wsi jest zlokalizowana w bezpośredniej bliskości budynków Kościoła oraz remizy Ochotniczej Straży Pożarnej. Druga część wsi jest zlokalizowana nad rzeką Czarny Dunajec w stronę miejscowości Dział w kierunku północnym.
W obecnym kościele ołtarz z Św. Florianem został z głównego ołtarza przeniesiony do nawy bocznej ze względu na zmiany głównego patrona w przyszłości. Kościół ma być pod wezwaniem błogosławionego Jana Pawła II.
Długopole jest wsią rolniczą, większość gospodarstw rolnych zajmuje się hodowlą bydła mlecznego. Mleko przetwarza się tradycyjnymi metodami na sery wędzone (oscypki), charakterystyczne dla Podhala.
W Długopolu znajduje się jednostka Ochotniczej Straży Pożarnej wyposażonej w samochód gaśniczy. W miejscowości działa także Koło Gospodyń Wiejskich.

## Ciekawostki
W Długopolu znaleziono skamieniały fragment kła mamuta o długości 120 cm i wadze ok. 40 kg. Znalezisko zostało przekazane do Muzeum Tatrzańskiego.